# André Rigaud
Benoit Joseph Andre Rigaud (Los Cayos, 1761-1811) fue el principal jefe militar mulato durante la Revolución Haitiana. Entre sus protegidos se encontraban Alexandre Pétion y Jean Pierre Boyer, los dos futuros presidentes de Haití.

## El revolucionario
Hijo de un rico plantador de color blanco y una esclava, Rigaud fue educado en el extranjero. Él fue sucesor de Vicente Ogé y Julien Raimond como campeón de los intereses de gente libre de color en Saint-Domingue (colonia por la que era conocida Haití). Rigaud alineado con la Francia revolucionaria y con una interpretación de los Derechos del Hombre que garantiza la igualdad civil de todos los pueblos libres.
El ejército de Rigaud se estableció a mediados de 1790 como una fuerza líder en el Oeste y el Sur. Se le dio autoridad para gobernar por Étienne Polverel, uno de los tres Comisarios Civiles francés que había abolido la esclavitud en Saint-Domingue en 1793. El poder de Rigaud provenía de su influencia con los plantadores de color que tenían miedo de las masas de los antiguos esclavos, aunque en su ejército figuraban negros y blancos.
En el Sur y el Oeste, desde 1793 hasta 1798, Rigaud desempeñado un papel importante en derrotar a una invasión británica y el restablecimiento de la economía de las plantaciones. Aunque Rigaud respetó a Toussaint Louverture, el líder general de los esclavos del Norte, y su rango superior en el Ejército Revolucionario Francés, no quería reconocer el poder en el Sur para él. Esto condujo a la amarga guerra del Sur en junio de 1799, cuando el ejército de Toussaint invadió el territorio de Rigaud. Gabriel Comte d'Hédouville fue enviado por Francia para gobernar la isla, Rigaud alentó la rivalidad con Toussaint. En 1800, Rigaud abandonó Saint-Domingue para Francia después de su derrota por Toussaint Louverture.

## Muerte
Rigaud regresó a Saint-Domingue en febrero de 1802 con la expedición del general Charles Leclerc, cuñado de Napoleón, que tratan de derrocar a Toussaint, restablecer el imperio colonial francés y la esclavitud en Saint-Domingue (restaurada en Francia el 16 de julio de 1802). Después de que la Primera República francesa abolió la esclavitud en 1794, el sistema colonial basado en las exportaciones de productos básicos de la caña de azúcar y plantaciones de café había sido socavada. El éxito inicial de Leclerc y la captura y deportación de Toussaint, dio paso a la oposición de la población y de las tropas indígenas encabezada por los oficiales de Toussaint produciéndose dos años más de guerra. Al final Jean-Jacques Dessalines llevó a Saint-Domingue a la victoria y la independencia, declarada con el nombre de Haití.
Rigaud fue enviado de vuelta a Francia tras el fracaso de la expedición. Durante un tiempo se le mantuvo prisionero en el Fort de Joux, la misma fortaleza que su rival Toussaint, donde éste murió en 1803.
Liberado por Napoleón, Rigaud regresó a Haití una tercera vez en diciembre de 1810, se proclama a sí mismo como Presidente del Departamento del Sur, en oposición a Alexandre Pétion y Henri Christophe. Poco después de la muerte de Rigaud el año siguiente, Pétion volvió a retomar el poder en las zonas ocupadas.